# Rhynchoconger gracilior
Rhynchoconger gracilior är en fiskart som först beskrevs av Isaac Ginsburg, 1951.  Rhynchoconger gracilior ingår i släktet Rhynchoconger och familjen havsålar. Inga underarter finns listade i Catalogue of Life.